# کورنلیا (متروی رم)
کورنلیا (ایتالیایی: Cornelia) یک ایستگاه زیرزمینی در خط آ در متروی رم است. این ایستگاه که در ۱ ژانویهٔ ۲۰۰۰ تأسیس شد، در تقاطع خیابان بوکا و کنارگذر کورنلیا، که نام خود را از آن گرفته است، قرار دارد.

## خدمات
این ایستگاه دارای خدمات زیر است:
- دسترسی برای معلولین
- پله برقی
- پایانه اتوبوس